# Хохр, Франс
Франс Ксавьер Людвиг Хохр (фр. Franz Xaver Ludwig Hohr; 1766 — 1848) — французский художник.

## Биография
По данным "Словаря художников, скульпторов, дизайнеров и гравёров" Эммануэля Бенезита был миниатюристом и портретистом. 
Характерная подпись «F. IG. HOHR / INV & PIN / год написания работы».
Скорее всего, его предки были выходцами из Германии, так как городок Кольмар находится на границе Франции. Поэтому произношение фамилии может трактоваться на немецкий лад - "Хохр", либо на французский - "Оэр".
Несколько его работ из частных собраний были проданы на аукционах. Последняя работа была замечена на аукционе Cristie’s в 2005 году - Apollo and The Muses on Parnassus (1788) с эстимейтом в 5000-7000 долларов . Ранее в 2004 практически аналогичная картина «Аполлон и девять муз» (Appollon et les neuf muses) была продана на аукционе Rouillac (S.V.V.)   за 6,995 долларов.
Его работы хранятся в Музее г. Кольмара. В России работа Ф. Хохра «Кающаяся Мария Магдалина» ,  была обнаружена в Международном институте антиквариата, входящем в ASG Инвестиционную группу компаний .  В ходе реставрационных работ над картиной неизвестного автора были открыты записанная подпись Ф.Хохра и дата окончания работ, а также изображение черепа, как одного из основных атрибутов образа .